# 平替
平替是“平价替代品”的简称，是2020年代在中国兴起的消费与社会文化观念，指以较低价格获得与高价产品或服务相似的效果。该词最初流行于化妆品、服饰、电子产品等领域，后逐渐引申为社会隐喻，反映在消费、社会阶级、生活方式等方面的各种妥协。除“平替”外也有人使用“代餐”这一表述，如情感代餐。

## 起源
平替一词源于消费领域，强调在预算有限的情况下，寻找功能或体验接近高价商品的替代品。其兴起与中国消费市场的变化密切相关，包括供应链成熟、国产品牌崛起，以及年轻人对“性价比”的追求。
平替与英语Dupe一词虽词义相近，但兴起的时间和情境有区别，Dupe更接近于“山寨”一词的使用场景，强调廉价仿品。而“平替”产生于2020年代房地产泡沫破灭后，强调消费观念和选择。

## 引申义
随着使用场景的扩展，平替逐渐超越消费范畴，成为描述社会现象的隐喻：
如“一线平替”年轻人转向生活成本较低的“新一线”城市。“社交平替”找不到理想恋人或朋友，选择“搭子”模式。“时间平替”：短视频（替代长视频/书籍）。“娱乐平替”手游（替代PC/主机游戏）。

## 影响与争议
平替文化折射出中国青年的阶级意识，和对资源分配、消费观念和生活方式的重新审视。一些观点认为大大方方“穷开心”是“野蛮的”泡沫资本退场，新一代人更为诚实和自信的表现。而另一些观点则认为隐含“降级”消费的无奈。此外，无休止追求平替可能导致产品质量或体验的妥协，延续以往对知识产权的侵犯，以及各种物质精神生活的无限“滑坡”。